# 4362 Carlisle
4362 Carlisle је астероид главног астероидног појаса са средњом удаљеношћу од Сунца која износи 2,237 астрономских јединица (АЈ).
Апсолутна магнитуда астероида је 13,3.